# Caitlín R. Kiernan

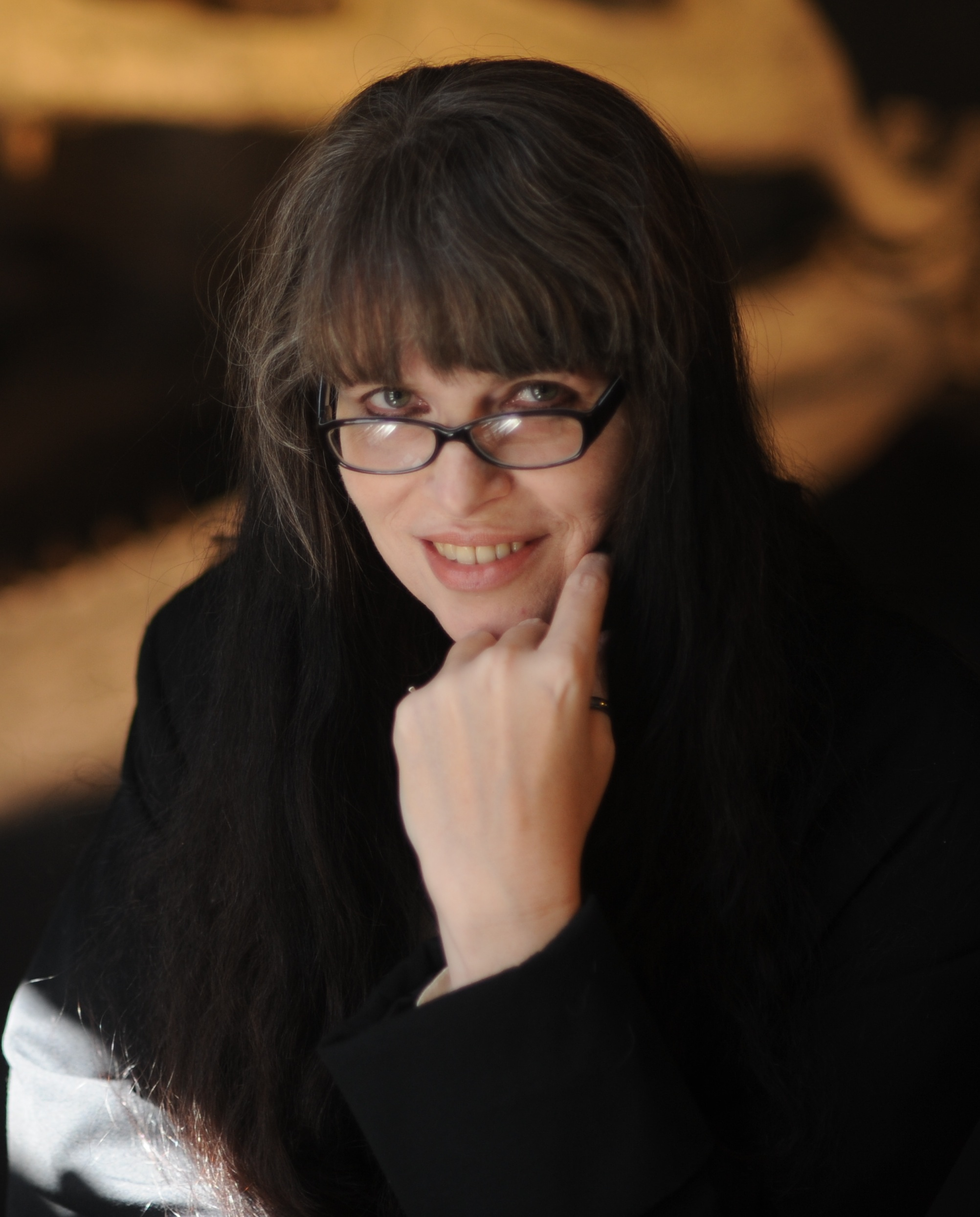
Caitlín R. Kiernan (2011)

Caitlín Rebekah Kiernan (geboren am 26. Mai 1964 in Skerries, County Fingal, Irland) ist eine amerikanische Autorin von Science-Fiction, Dark Fantasy und Comics und Paläontologin.

## Leben
Kiernan wurde 1964 in Skerries geboren, einem kleinen Küstenort nördlich von Dublin. Nach dem Tod ihres Vaters kehrte die Mutter in die USA zurück und Kiernan wuchs in verschiedenen Orten der Südstaaten auf, darunter Thibodaux, Louisiana und Jacksonville, Florida. Schließlich ließ die Familie sich in Leeds in der Nähe von Birmingham im ländlichen Alabama nieder, wo ihre Mutter und Schwester noch leben. Ab 1980 zog die Familie nach Trussville, wo sie bis 1982 die High School besuchte. Anschließend studierte Kiernan Paläontologie der Wirbeltiere, Geologie und Biologie an der University of Alabama in Birmingham und an der University of Colorado in Boulder. Sie unterrichtete etwa ein Jahr lang Evolutionsbiologie in Birmingham, arbeitete dort am Red Mountain Museum und publizierte mehrere wissenschaftliche Arbeiten zur Paläontologie. 1988 benannte und beschrieb sie Selmasaurus russelli, eine neue Mosasaurierart. 1992 gab sie die akademische Laufbahn auf, um sich fortan dem Schreiben zu widmen und arbeitete nebenher als Stripteasetänzerin.
Kiernans erste veröffentlichte Erzählung war Persephone, die im März 1995 in dem Magazin Aberrations erschien und in die Vorauswahl der Bram Stoker Awards gelangte. Seither hat Kiernan über 250 Kurzgeschichten und Vignetten publiziert, von denen 2014 The Prayer of Ninety Cats mit dem World Fantasy Award und The Road of Needles mit dem Locus Award ausgezeichnet wurden. Gesammelt sind ihre Erzählungen in 18 Auswahlbänden erschienen, von denen  The Ape’s Wife and Other Stories 2014 den World Fantasy Award gewann.
Im August 1995 starb Kiernans Geliebte durch Suizid. Sie war damals 24 Jahre alt und hatte gerade ihren Collegeabschluss in Soziologie gemacht. Kiernan erfuhr erst einige Tage später davon. Dieses Ereignis war nicht nur persönlich einschneidend, sondern auch fortan ein wesentliches Element von Kiernans schriftstellerischer Arbeit. Der Verlust einer Partnerin durch Selbstmord ist vielfach Thema bzw. Hintergrund ihrer Figuren. Eine erste Erzählung mit direktem Bezug auf den Tod ihrer Partnerin erschien 1996 und in den folgenden Jahren schrieb Kiernan nach eigenem Bekenntnis im Grunde über kaum etwas anderes. Kiernan sieht ihre Bücher als Reflexion ihrer Biographie, zu der neben dem Selbstmord der Geliebten auch ein trunksüchtiger Stiefvater, Diskriminierung, Transgeschlechtlichkeit und entsprechende Anpassung, physischer und psychischer Missbrauch, Drogensucht und außerdem noch das „Leben im Süden als solches und acht Jahre College“ gehören.
1996/1997 war Kiernan Sängerin von Death’s Little Sister, einer Goth-Folk-Blues-Gruppe aus Athens, Georgia, gab aber die Musik auf, um sich ganz dem Schreiben zu widmen. Seither ist sie freiberufliche Schriftstellerin.
Kiernans erster Roman war die Vampirgeschichte The Five of Cups, was sich allerdings als eine unglückliche Wahl des Sujets erwies, da zu Beginn der 1990er, als sie daran schrieb, der Markt von Vampirromanen überschwemmt wurde. Sie sandte einen Auszug an mehrere von ihr geschätzte Autoren und fand auf diesem Weg den Kontakt zu einem Literaturagenten, der sich interessiert zeigte, aber eben nicht an einem Vampirroman. Dies führte dazu, dass sie Silk schrieb, einen in der Goth-Szene angesiedelten Horrorroman, der 1998 erschien – Kiernan zufolge „halb William Faulkner und halb H. P. Lovecraft.“ Die Hauptfigur Spyder Baxter ist eine junge Frau, die in einer kleinen Stadt in den Südstaaten einen Second-Hand-Laden betreibt. Sie wurde als Kind vom Vater missbraucht und ihre Alpträume beginnen sich nun zu materialisieren und auf ihre Umgebung überzugreifen. 1999 wurde Silk als bester Debütroman mit dem International Horror Guild Award ausgezeichnet. Spyder Baxter und andere Figuren aus Silk erscheinen auch in dem Roman Murder of Angels (2004). The Five of Cups erschien erst 2003, nachdem eine für 1996 geplante limitierte Ausgabe nie erschienen war.

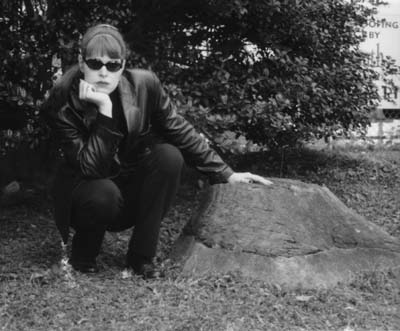
Caitlín R. Kiernan (2001)

Weitere Romane Kiernans sind Threshold (2001, deutsch als Fossil), der 2002 den International Horror Guild Award als bester Roman gewann, Low Red Moon (2003, deutsch als Kreatur), der Erzählungsband Alabaster und der Roman Daughter of Hounds (2007). Diese Romane sowie eine Reihe von Kurzgeschichten sind lose verknüpft durch ihre  Protagonisten und gemeinsame Schauplätze. Zu den Hauptfiguren gehört die Paläontologin – hier bringt Kiernan ihren akademischen Hintergrund ins Spiel – Chance Matthews in Threshold, in Low Red Moon verheiratet mit Deacon Silvey und deren Tochter Emmie Silvey in Daughter of Hounds. Außerdem Dancy Flammarion, ein seltsamer Teenager mit alabasterweißer Haut, der auf Geheiß eines Engels eine düstere Version der Südstaaten durchstreift auf der Suche nach Ungeheuern, die sie dann tötet. Vielleicht entspringt der Engel aber auch den Einbildungen ihrer gequälten Seele.
1997 schrieb Kiernan auf Einladung von Neil Gaiman eine dreiteilige Geschichte für The Dreaming, eine aus Gaimans Sandman-Universum heraus entstanden Comic-Serie, die seit 1996 bei DC Vertigo erschien. Ihre Geschichte Souvenirs erschien als Band 17 bis 19 und fand Anklang, weshalb Kiernan in der Folge es weitgehend übernahm, die Skripte für die Serie bis zu deren Einstellung mit Band 60 zu schreiben. In den folgenden Jahren schrieb sie Skripte für zwei weitere kurze Serien für DC (The Girl Who Would Be Death und Bast) und ab 2012 die Alabaster-Serie mit Dancy Flammarion, der Protagonistin ihrer Threshold-Romanserie, für den Comicverlag Dark Horse.
Kiernans bislang erfolgreichstes Buch war der Roman The Drowning Girl (2012), der mit dem Bram Stoker Award und dem James Tiptree, Jr. Award ausgezeichnet wurde. Der Roman kreist um die Begegnung der unter Schizophrenie leidenden und daher unzuverlässigen Erzählerin India Morgan Phelps genannt „Imp“ und einer mysteriösen Frau namens Eva Canning, einzige Überlebende eines Kults, dessen Angehörige sich einige Jahre zuvor im Meer ertränkt hatten. Vielleicht ist Eva aber auch keine Überlebende, sondern der materialisierte Geist einer Ertrunkenen – oder eine Art Meeresgeist in Menschengestalt. All das bleibt unklar, da die Erzählerin zunehmend den Kontakt zu Welt und Realität verliert und sich der Wirklichkeit ihrer Erlebnisse nicht mehr sicher sein kann.
The Drowning Girl spielt in Providence, Rhode Island, Heimat des von Kiernan verehrten H. P. Lovecraft, wohin sie 2008 übersiedelte. 2018 zog sie wieder nach Birmingham, Alabama. Kiernan lebt zusammen mit ihrer Partnerin, der Fotografin und Puppenmacherin Kathryn A. Pollnac („Spooky“).
Manuskripte, persönliche Aufzeichnungen und andere Unterlagen Kiernans befinden sich seit 2017 in den Beständen der John Hay Library der Brown University in Providence.

## Auszeichnungen
- 1999: International Horror Guild Award für den Debütroman Silk
- 2002: International Horror Guild Award für den Roman Threshold und für die Kurzgeschichte Onion
- 2006: International Horror Guild Award für La Peau Verte (Mid-length Fiction)
- 2012: Bram Stoker Award für den Roman The Drowning Girl
- 2012: James Tiptree Jr Memorial Award für den Roman The Drowning Girl
- 2014: World Fantasy Award für die Kurzgeschichte The Prayer of Ninety Cats und für die Sammlung The Ape’s Wife and Other Stories
- 2014: Bram Stoker Award für die Alabaster: Wolves (Graphic Novel)
- 2014: Locus Award für die Kurzgeschichte The Road of Needles

## Bibliografie

### Serien
Die Serien sind nach dem Erscheinungsjahr des ersten Teils geordnet.
Salmagundi Desvernine (Kurzgeschichten)
- Breakfast in the House of the Rising Sun (1997)
- Salmagundi (1998)
- Glass Coffin (1999)
- … Between the Gargoyle Trees (2000)

Spyder Baxter
- 1 Silk (1998)
- 2 Murder of Angels (2004)

Dandridge Cycle (Kurzgeschichten)
- A Redress for Andromeda (2000)
- Nor the Demons Down Under the Sea (2002)
- Andromeda Among the Stones (2003)

Threshold / Dancy Flammarion
Romane:
- Threshold (2001)
  - Deutsch: Fossil. Übersetzt von Alexandra Hinrichsen. Rororo #24902, 2009, ISBN 978-3-499-24902-0.
- Low Red Moon (2003)
  - Deutsch: Kreatur. Übersetzt von Alexandra Hinrichsen. Rororo #24904, 2009, ISBN 978-3-499-24904-4.
- Daughter of Hounds (2007)

Sammlungen:
- Alabaster (2006)
- Trilobite: The Writing of Threshold (2003)

Kurzgeschichten:
- In the Water Works (Birmingham, Alabama 1888) (2000)
- In the Garden of Poisonous Flowers (2002)
- Waycross (2003)
- Dane (2003)
- Original Unused Prologue to Threshold (2003)
- Second Unused Prologue to Threshold (2003)
- The Well of Stars and Shadow (2003)
- Alabaster (2006)
- Bainbridge (2006)
- Les Fleurs Empoisonnées (2006)
- Highway 97 (2014)
- Dancy vs. the Pterosaur (2015)

Siobhan Quinn (als Kathleen Tierney)
- 1 Blood Oranges (2013)
- 2 Red Delicious (2014)
- 3 Cherry Bomb (2015)

### Romane
- The Five of Cups (2003)
- Beowulf (2007, Romanfassung von Die Legende von Beowulf)
- The Red Tree (2009)
- The Drowning Girl (2012)
- Black Helicopters (2013, erweiterte Fassung 2018)
- Agents of Dreamland (2017)

### Sammlungen
- Candles for Elizabeth (1998)
- Tales of Pain and Wonder (1999)
- Wrong Things (2001, mit Poppy Z. Brite)
- From Weird and Distant Shores (2002)
- Frog Toes and Tentacles (2005)
- To Charles Fort, with Love (2005)
- Tales from the Woeful Platypus (2007)
- A Is for Alien (2009)
- The Ammonite Violin & Others (2010)
- Confessions of a Five-Chambered Heart (2012)
- The Yellow Book (2012)
- The Ape’s Wife and Other Stories (2013)
- Dear Sweet Filthy World (2017)
- The Dinosaur Tourist (2018)

The Best of Caitlin R. Kiernan
- Two Worlds and In Between (2011)
- Beneath an Oil-Dark Sea (2015)

### Kurzgeschichten
- Between the Flatirons and the Deep Green Sea (1995)
- Hoar Isis (1995)
- The Comedy of St. Jehanne d’Arc (1995)
- Persephone (1995)
- Anamorphosis (1996)
- Escape Artist (1996)
- Giants in the Earth (1996)
- Stoker’s Mistress (1996)
- Tears Seven Times Salt (1996)
- To This Water (Johnstown, Pennsylvania 1889) (1996)
  - Deutsch: An diesem Wasser (Johnstown, Pennsylvania, 1889). In: Stephen Jones, David A. Sutton (Hrsg.): Darker Terrors. Festa, 2017.
- A Story for Edward Gorey (1997)
- Bela’s Plot (1997)
- Emptiness Spoke Eloquent (1997)
- Estate (1997)
- Two Worlds, and in Between (1997)
- The Last Child of Lir (1997)
- Superheroes (1997)
- Found Angels (1998, mit Christa Faust)
- Postcards from the King of Tides (1998)
- Paedomorphosis (1998)
- The King of Birds (1998)
- Rats Live on No Evil Star (1999)
- Salammbo (1999)
- The Long Hall on the Top Floor (1999)
- Angels You Can See Through (2000)
- Lafayette (2000)
- San Andreas (2000)
- Spindleshanks (New Orleans, 1956) (2000)
- Valentia (2000)
- By Turns (2000)
- So Runs the World Away (2001)
- Onion (2001)
- The Rest of the Wrong Thing (2001, mit Poppy Z. Brite)
- The Road of Pins (2002)
- Apokatastasis (2002)
- Night Story 1973 (2002, mit Poppy Z. Brite)
- Standing Water (2002)
- Mercury (2003)
- Threshold (Excerpt from Original Chapter 1) (2003)
- The Drowned Geologist (2003)
- The Dead and the Moonstruck (2004)
- Riding the White Bull (2004)
- La Mer Des Rêves (2004)
- The Dry Salvages (2004)
- Bradbury Weather (2005)
- Faces in Revolving Souls (2005)
- Flicker (2005)
- From Cabinet 34, Drawer 6 (2005)
- La Peau Verte (2005)
- Los Angeles, 2162 (December) (2005)
- Ode to Katan Amano (2005)
- Pages Found Among the Effects of Miss Edith Teller (2005)
- Pump Excursion (2005)
- The Worm in My Mind’s Eye (2005)
- Untitled 11 (2005)
- Untitled 12 (2005)
- Untitled 4 (2005)
- Untitled 7 (2005)
- Houses Under the Sea (2006)
- Madonna Littoralis (2006)
- Orpheus at Mount Pangaeum (2006)
- The Pearl Diver (2006)
- Bridle (2006)
- For One Who Has Lost Herself (2006)
- Ode to Edvard Munch (2006)
- The Cryomancer’s Daughter (Murder Ballad No. 3) (2006)
- A Child’s Guide to the Hollow Hills (2006)
- The Ammonite Violin (Murder Ballad No. 4) (2006)
- Metamorphosis A (2006)
- The Lovesong of Lady Ratteanrufer (2006)
- Metamorphosis B (2006)
- The Voyeur in the House of Glass (2006)
- Daughter of Hounds (excerpt) (2007)
- Daughter of Man, Mother of Wyrm (2007)
- Forests of the Night (2007)
- Notes from a Damned Life (2007)
- pas-en-arrière (2007)
- Pony (2007)
- Still Life (2007)
- The Ape’s Wife (2007)
- The Garden of Living Flowers (2007)
- The Sphinx’s Kiss (2007)
- Untitled 17 (2007)
- Untitled 20 (2007)
- Zero Summer (2007)
- Skin Game (2007)
- In View of Nothing (2007)
- The Hole with a Girl in Its Heart (2007)
- A Season of Broken Dolls (2007)
- Outside the Gates of Eden (2007)
- Anamnesis, or the Sleepless Nights of Léon Spilliaert (2007)
- In the Dreamtime of Lady Resurrection (2007)
- Scene in the Museum (1896) (2007)
- Untitled Grotesque (2007)
- The Bed of Appetite (2007)
- The Madam of the Narrow Houses (2007)
- The Wolf Who Cried Girl (2007)
- The Daughter of the Four of Pentacles (2007)
- The Collector of Bones (2008)
- Beatification (2008)
- Pickman’s Other Model (1929) (2008)
- Salammbô Redux (2007) (2008)
- Flotsam (2008)
- Regarding Attrition and Severance (2008)
- Rappaccini’s Dragon (Murder Ballad No. 5) (2008)
- Unter den Augen des Mondes (2008)
- Derma Sutra (1891) (2008)
- The Steam Dancer (1896) (2008)
- I Am the Abyss and I Am the Light (2008)
- Dancing with the Eight of Swords (2008)
- Lullaby of Partition and Reunion (2008)
- Murder Ballad No. 7 (2008)
- The Belated Burial (2009)
- The Thousand-and-Third Tale of Scheherazade (2009)
- The Bone’s Prayer (2009)
- A Canvas for Incoherent Arts (2009)
- At the Gate of Deeper Slumber (2009)
- The Peril of Liberated Objects, or the Voyeur’s Seduction (2009)
- Fish Bride (2009)
- Vicaria Draconis (2009)
- Paleozoic Annunciation (2009)
- Werewolf Smile (2009)
- Charcloth, Firesteel, and Flint (2009)
- Shipwrecks Above (2009)
- Galápagos (2009)
- The Dissevered Hearts (2009)
- Exuvium (2009)
- Last Drink Bird Head (2009)
- Drawing from Life (2009)
- The Eighth Veil (2010)
- Three Months, Three Scenes, with Snow (2010)
- Workprint (2010)
- Tempest Witch (2010)
- Sanderlings (2010)
- The Sea Troll’s Daughter (2010)
- The Yellow Alphabet (2010)
- Fairy Tale of the Maritime (2010)
- As Red as Red (2010)
- And the Cloud That Took the Form (2010)
- —30— (2010)
- A Key to the Castleblakeney Key (2011)
- The Crimson Alphabet (Another Primer) (2011)
- The Melusine (1898) (2011)
- The Carnival Is Dead and Gone (2011)
- Hydraguros (2011)
- Figurehead (2011)
- Scylla for Dummies (2011)
- Tidal Forces (2011)
- Down to Gehenna (2011)
- The Maltese Unicorn (2011)
- The Colliers’ Venus (1893) (2011)
- The Granting Cabinet (2011)
- Evensong (2011)
- Slouching Towards the House of Glass Coffins (2011)
- Daughter Dear Desmodus (2011)
- On the Reef (2011)
- Latitude 41°21'45.89"N, Longitude 71°29'0.62"W (2011)
- Another Tale of Two Cities (2011)
- Blast the Human Flower (2011)
- Cammufare (2012)
- Here Is No Why (2012)
- Hauplatte/Gegenplatte (2012)
- Fecunditatum (Murder Ballad No. 6) (2012)
- Love Is Forbidden, We Croak and Howl (2012)
- Subterraneus (2012)
- Random Thoughts Before a Fatal Crash (2012, auch als Random Notes Before a Fatal Crash)
- Houndwife (2012)
- Tall Bodies (2012)
- Ex Libris (2012)
- Our Lady of Arsia Mons (2012)
- Goggles (c.1910) (2012)
- Whilst the Night Rejoices Profound and Still (2012)
- Fake Plastic Trees (2012)
- The Prayer of Ninety Cats (2013)
- Elegy for a Suicide (2013)
- The Road of Needles (2013)
- The Transition of Elizabeth Haskings (2013)
- One Tree Hill (The World as Cataclysm) (2013)
- The Peddler’s Tale, or, Isobel’s Revenge (2013)
- Blind Fish (2014)
- John Four (2014)
- Bus Fare (2014)
- The Beginning of the Year Without a Summer (2014)
- Ballad of an Echo Whisperer (2014)
- Interstate Love Song (Murder Ballad No. 8) (2014)
- The Jetsam of Disremembered Mechanics (2014)
- Far from Any Shore (2014)
- The Cats of River Street (1925) (2014)
- Pushing the Sky Away (Death of a Blasphemer) (2014)
- A Mountain Walked (2014)
- The Cripple and the Starfish (2015)
- Black Ships Seen South of Heaven (2015)
- The Mermaid of the Concrete Ocean (2015)
- Whisper Road (Murder Ballad No. 9) (2016)
- Excerpts for An Eschatology Quadrille (2016, auch als Excerpts from An Eschatology Quadrille)
- Animals Pull the Night Around Their Shoulders (2016)
- Antediluvian Homesick Blues (2016)
- The Line Between the Devil’s Teeth (Murder Ballad No. 10) (2016)
- Untitled Psychiatrist No. 2 (2017)
- Ballad of a Catamite Revolver (2017)
- Dead Letter Office (2017)
- Untitled Psychiatrist No. 3 (2017)
- Fairy Tale of Wood Street (2017)
- The Dinosaur Tourist (Murder Ballad No. 11) (2017)
- Albatross (1994) (2017)
- Objects in the Mirror (2017)

### Comics
- The Girl Who Would Be Death (4 Bände, 1998–1999)
- Bast: Eternity Game (3 Bände, 2002)

The Dreaming (1997–2001)
- #17—19 Souvenirs (1997)
- #22—24 An Unkindness of One (1998)
- #26 Restitution (1998)
- #27 Stormy Weather (1998)
- #28 Dreams the Burning Dream (1998)
- #30 Temporary Overflow (1998)
- #31 November Eve (1998)
- #33 Dream Below (1999)
- #34 Ruin (1999)
- #35 Kaleidoscope (1999)
- #36 Slow Dying (1999)
- #37 Pariah (1999)
- #38 Apostate (1999)
- #39 The Lost Language of Flowers (1999)
- #40 New Orleans for Free (1999)
- #41 The Bittersweet Scent of Opium (1999)
- #42 Detonation Boulevard (1999)
- #43 The Two Trees (1999)
- #44 Homesick (2000)
- #45 Masques & Hedgehogs (2000)
- #46 Mirror, Mirror (2000)
- #47 Trinket (2000)
- #48 Scary Monsters (2000)
- #49 Shatter (2000)
- #50 Restoration (2000)
- #51 Second Sight (2000)
- #52—54 Exiles (2000)
- #56 The First Adventure of Miss Catterina Poe (2001)
- #57—60 Rise (2001)

in Vertigo: Winter’s Edge #1–3:
- The Dreaming: Deck the Halls (1998, mit Peter Hogan)
- The Dreaming: Marble Halls (1999)
- The Dreaming: Borealis (2000)

Alabaster (2012–2016)
- Alabaster: Wolves (5 Bände, 2012, Hardcover in einem Band 2013)
- Alabaster: Boxcar Tales (in Dark Horse Presents, 2012–2013, Hardcover als Alabaster: Grimmer Tales, 2014)
- Alabaster: The Good, the Bad, and the Bird (5 Bände, 2015–2016)